# Мейплтон (Іллінойс)
Мейплтон (англ. Mapleton) — селище (англ. village) в США, в окрузі Піорія штату Іллінойс. Населення — 261 особа (2020).

## Географія
Мейплтон розташований за координатами 40°34′23″ пн. ш. 89°43′29″ зх. д. / 40.57306° пн. ш. 89.72472° зх. д. (40.572940, -89.724725).  За даними Бюро перепису населення США в 2010 році селище мало площу 2,35 км², уся площа — суходіл.

## Демографія
Згідно з переписом 2010 року, у селищі мешкало 270 осіб у 109 домогосподарствах у складі 76 родин. Густота населення становила 115 осіб/км².  Було 126 помешкань (54/км²).
Расовий склад населення:
| - 97,8 % — білих - 0,4 % — чорних або афроамериканців |

До двох чи більше рас належало 1,9 %. Частка іспаномовних становила 0,4 % від усіх жителів.
За віковим діапазоном населення розподілялося таким чином: 25,9 % — особи молодші 18 років, 61,9 % — особи у віці 18—64 років, 12,2 % — особи у віці 65 років та старші. Медіана віку мешканця становила 38,8 року. На 100 осіб жіночої статі у селищі припадало 95,7 чоловіків;  на 100 жінок у віці від 18 років та старших — 102,0 чоловіків також старших 18 років.
Середній дохід на одне домашнє господарство  становив 66 429 доларів США (медіана — 54 583), а середній дохід на одну сім'ю — 76 139 доларів (медіана — 71 250). Медіана доходів становила 53 125 доларів для чоловіків та 33 889 доларів для жінок. За межею бідності перебувало 5,2 % осіб, у тому числі 8,0 % дітей у віці до 18 років та 5,1 % осіб у віці 65 років та старших.
Цивільне працевлаштоване населення становило 147 осіб. Основні галузі зайнятості: виробництво — 21,8 %, освіта, охорона здоров'я та соціальна допомога — 16,3 %, фінанси, страхування та нерухомість — 11,6 %, мистецтво, розваги та відпочинок — 9,5 %.